# Graafschap Waldeck-Eisenberg
Het graafschap Waldeck-Eisenberg was een graafschap binnen het Heilige Roomse Rijk dat behoorde tot de Boven-Rijnse Kreits.

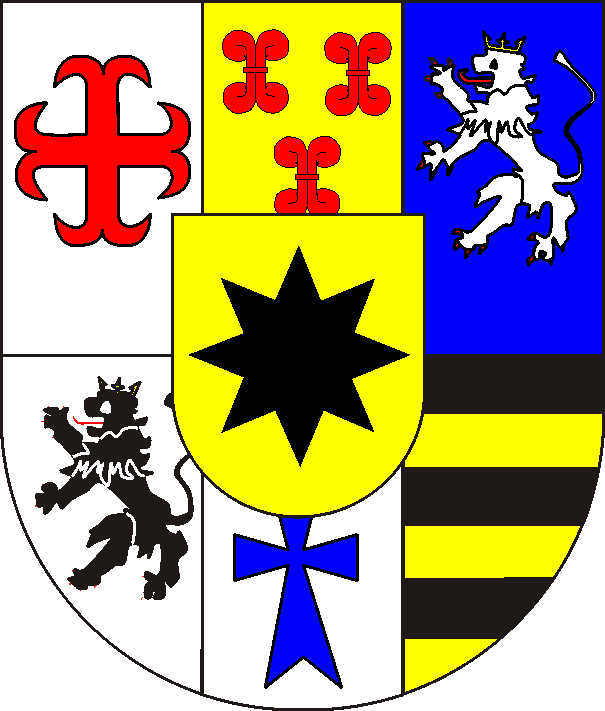
wapen van Waldeck-Eisenberg: 1. Pyrmont, 2. Culemborg.3. Tonna, 4. Werth, 5. Wittem, 6. Pallandt, hart Waldeck

## Waldeck-Eisenberg (1507-1598)
In 1507 werd het graafschap Waldeck verdeeld tussen graaf Hendrik VIII en zijn oom Filips II. Het graafschap ontstond toen Filips II de ambten Eisenberg, Mengeringhausen en Landau en het halve ambt Rhoden, Wettenberg, Waldeck en een deel van de heerlijkheid Itter kreeg en Korbach werd door de twee broers gezamenlijk bestuurd werd.
Graaf Filips III (overleden 1539) verdeelde in 1538 het land onder zijn twee zoons waarbij Wolraad II Eisenberg en Johan I Landau kreeg.
Na het uitsterven van Waldeck-Landau in 1597 en Waldeck-Wildungen in 1598 werd geheel Waldeck herenigd onder de gezamenlijke regering van de broers Christiaan en Wolraad IV van Waldeck-Eisenberg. Reeds in 1607 deelden zij het graafschap opnieuw.

### Graven van Waldeck-Eisenberg na de deling van 1507
| regering  | naam       | geboren       | overleden  | familie                        |
| --------- | ---------- | ------------- | ---------- | ------------------------------ |
| 1507-1524 | Filips II  | 1452/3        | 26-10-1524 | zoon van Walraad I van Waldeck |
| 1524-1539 | Filips III | 9-12-1486     | 20-6-1539  | zoon                           |
| 1539-1578 | Wolraad II | 27-3-1509     | 15-4-1578  | zoon                           |
| 1578-1588 | Josias I   | 18-3-1554     | 6-8-1588   | zoon                           |
| 1588-1607 | Christiaan | 24/25-12-1585 | 31-12-1637 | zoon                           |
| 1588-1607 | Wolraad IV | 7-7-1588      | 6-10-1640  | broer                          |

## Waldeck-Eisenberg (1607-1692)
In 1607 deelden twee zonen van de in 1588 overleden graaf Josias I van Waldeck-Eisenberg het graafschap opnieuw:
- Christiaan (geboren 1585) kreeg Wildungen
- Wolraad IV (geboren 1588) kreeg Eisenberg (uitgestorven in 1692)

Door deze deling ontstonden opnieuw de takken Eisenberg en Wildungen.
In 1625 werd het graafschap Pyrmont verworven uit de erfenis van het graafschap Gleichen. Uit dezelfde erfmassa was de heerlijkheid Tonna in Thüringen afkomstig; deze heerlijkheid werd in 1640 verkregen na de dood van Christiaan Schenk van Tautenburg. In 1677 werd de heerlijkheid Tonna verkocht aan het hertogdom Saksen-Gotha.
Ten gevolge van het huwelijk in 1607 van graaf Wolraad IV met Anna van Baden-Durlach werden in 1639 het graafschap Culemborg, het rijksgraafschap Wittem en de heerlijkheid Werth geërfd. Voor de beschrijving van het wapen na deze uitbreidingen van de bezittingen, zie: wapen van Waldeck.
Op 1 juni 1682 werd graaf Georg Frederik tot rijksvorst verheven. Omdat hij geen zonen had, kwam er met zijn dood een eind aan de vorstelijke titel. Zijn dochter Henriette, die gehuwd was met hertog Ernst Frederik I van Saksen-Hildburghausen erfde het graafschap Culemborg en de heerlijkheid Werth. Haar zuster Albertine Elisabeth, die gehuwd was met graaf Filips Lodewijk van Erbach erfde het graafschap Wittem. Waldeck-Eisenberg viel aan Waldeck-Wildungen, waardoor Waldeck voorgoed herenigd was.

### Graven van Waldeck-Eisenberg na de deling van 1607
| regering  | naam            | geboren   | overleden  | familie                               |
| --------- | --------------- | --------- | ---------- | ------------------------------------- |
| 1607-1640 | Wolraad IV      | 7-7-1588  | 6-10-1640  | zoon van Josias van Waldeck-Eisenberg |
| 1640-1645 | Filips Theodoor | 2-11-1614 | 7-12-1645  | zoon                                  |
| 1645-1664 | Hendrik Wolraad | 28-3-1642 | 15-7-1664  | zoon                                  |
| 1664-1692 | Georg Frederik  | 31-1-1620 | 19-11-1692 | oom (broer van vader)                 |